# Herbert Annesley Packer
Pour les articles homonymes, voir Packer.
Herbert Annesley Packer (né le 9 octobre 1894 et mort le 23 septembre 1962) est un officier de la Royal Navy actif durant les Première et Seconde guerres mondiales.